# Relations entre le Brésil et la Palestine
Les relations entre le Brésil et la Palestine désignent les liens, échanges, confrontations, collaborations et rencontres, d’ordre économique, diplomatique, et culturel, qu’ont entretenus hier et entretiennent aujourd’hui le Brésil et la Palestine.
Le Brésil reconnaît officiellement l'État palestinien le 5 décembre 2010. Cependant, le Brésil n'établit pas de relations diplomatiques complètes avec les palestiniens. En mars 2015, le Brésil n'a pas transformé son bureau de représentation à Ramallah en mission diplomatique,, le pays maintient ses relations diplomatiques avec la Palestine à la position de pré-reconnaissance.

## Généralités
Le Brésil souligne fermement son soutien à un État palestinien à l'intérieur des frontières de 1967, ayant Jérusalem pour capitale. Le gouvernement brésilien préconise également la fin du blocus de la bande de Gaza. Le 5 décembre 2010, il reconnaît officiellement l'État de Palestine dans les frontières de 1967, y compris toute la Cisjordanie, la bande de Gaza et Jérusalem-Est. Le mouvement déclenche une réaction en chaîne à travers la région. Compte tenu de l'importance économique du Brésil, ses voisins sud-américains voient probablement de faibles risques politiques en suivant l'exemple de Brasilia. Dans son discours à l'Assemblée générale, la présidente Dilma Rousseff réitére le ferme soutien de son pays : "Nous pensons que le moment est venu pour nous d'avoir la Palestine pleinement représentée en tant que membre à part entière dans ce forum". Le Brésil vote en faveur de l'admission de la Palestine en tant que membre à part entière de l'UNESCO et annonce qu'il soutiendrait la demande d'adhésion à part entière de la Palestine lors d'un vote au Conseil de sécurité,.
Cependant, le Brésil n'établit pas de relations diplomatiques complètes avec les palestiniens. En mars 2015, le Brésil ne transforme pas son bureau de représentation à Ramallah en mission diplomatique,, le pays maintient ses relations diplomatiques avec la Palestine à la position de pré-reconnaissance. Ces bureaux assument certaines des fonctions non diplomatiques des postes diplomatiques, telles que la promotion des intérêts commerciaux. Ce ne sont pourtant pas des missions diplomatiques, leur personnel n'est pas diplomate et n'a pas de visa diplomatique.
À la suite de l'élection présidentielle brésilienne de 2018, le président élu Jair Bolsonaro, un fervent pro-israélien, déclare qu'il fermerait l'ambassade palestinienne et déclare que la Palestine "n'est pas un pays".
En mars 2019, des responsables palestiniens condamnent l'ouverture par le Brésil d'un bureau commercial à Jérusalem parce que les responsables palestiniens considèrent Jérusalem comme faisant partie intégrante des territoires palestiniens occupés. Les palestiniens condamnent également la visite du président brésilien Jair Bolsonaro au Mur occidental de Jérusalem accompagné du Premier ministre israélien en 2019.
Le Brésil vote rcontre la Palestine, ce qui entraîne une nette détérioration des relations Brésil-Palestine. En février 2020, le Brésil demande à la Cour pénale internationale (CPI) d'arrêter son enquête sur Israël pour crimes de guerre commis contre le peuple palestinien. En novembre 2020, le Brésil vote contre l'approbation d'une résolution de l'Organisation mondiale de la santé (OMS) pour garantir l'accès aux services de santé pour la population palestinienne résidant dans les territoires occupés.